# Alfa Romeo 12C
Alfa Romeo 12C или Tipo C — 12-цилиндровый автомобиль, созданный для Гран-при. 12C-36 дебютировала на Гран-при Триполи в 1936 году, а 12C-37 на Кубке Акербо в 1937 году.
12C-36 оснащался новым V12 двигателем вместо 3.8 л. рядного восьмицилиндрового двигателя на 8C-35. 12C-37 был другой моделью с заниженным шасси и увеличенным двигателем до 4475 куб.см, новые системы балансировки на роликах вместо подшипников, два маленьких нагнетателя вместо одного большого.
Автомобиль страдал слабой сборкой, и поэтому не был подготовлен вовремя к Гран-при Италии 1937 года, поэтому и не стал успешным. Это послужило причиной увольнения для Витторио Яно из Alfa Romeo в конце 1937 года. 12C-36 использовал существующий шасси Tipo C.
Всего 12C-37 было собрано 4 экземпляра, хотя только два участвовали в Кубке Акербо 1937 года и в Гран-при Италии. В начале 1938 года, шасси образца Tipo C (8C-35,12C36) было модифицировано в 308, с восьмицилиндровым двигателем, установленным прямо на шасси, и полностью новым кузовом. Четыре модели шасси 12C37 были заменены выпущенными в свет 312 (V12 был дефорсирован до 3 литров) и 316 (V16 собирался из двух двигателей 158, устанавливаемых на общий коленвал) гоночными автомобилями для формулы.

## Основные победы*
- 1936 Гран-при Пенья-Рин, Тацио Нуволари
- 1936 Гран-при Милана, Тацио Нуволари
- 1936 Гран-при Модены, Тацио Нуволари
- 1936 Кубок Вандербильта, Тацио Нуволари
- 1937 Гран-при Милана, Тацио Нуволари
- 1937 Гран-при Валентино, Антонио Бривио
- 1937 Гран-при Наполи, Джузеппе Фарина
- 1937 Гран-при Дженоа, Карло Феличе Тросси

*Все на 12C-36

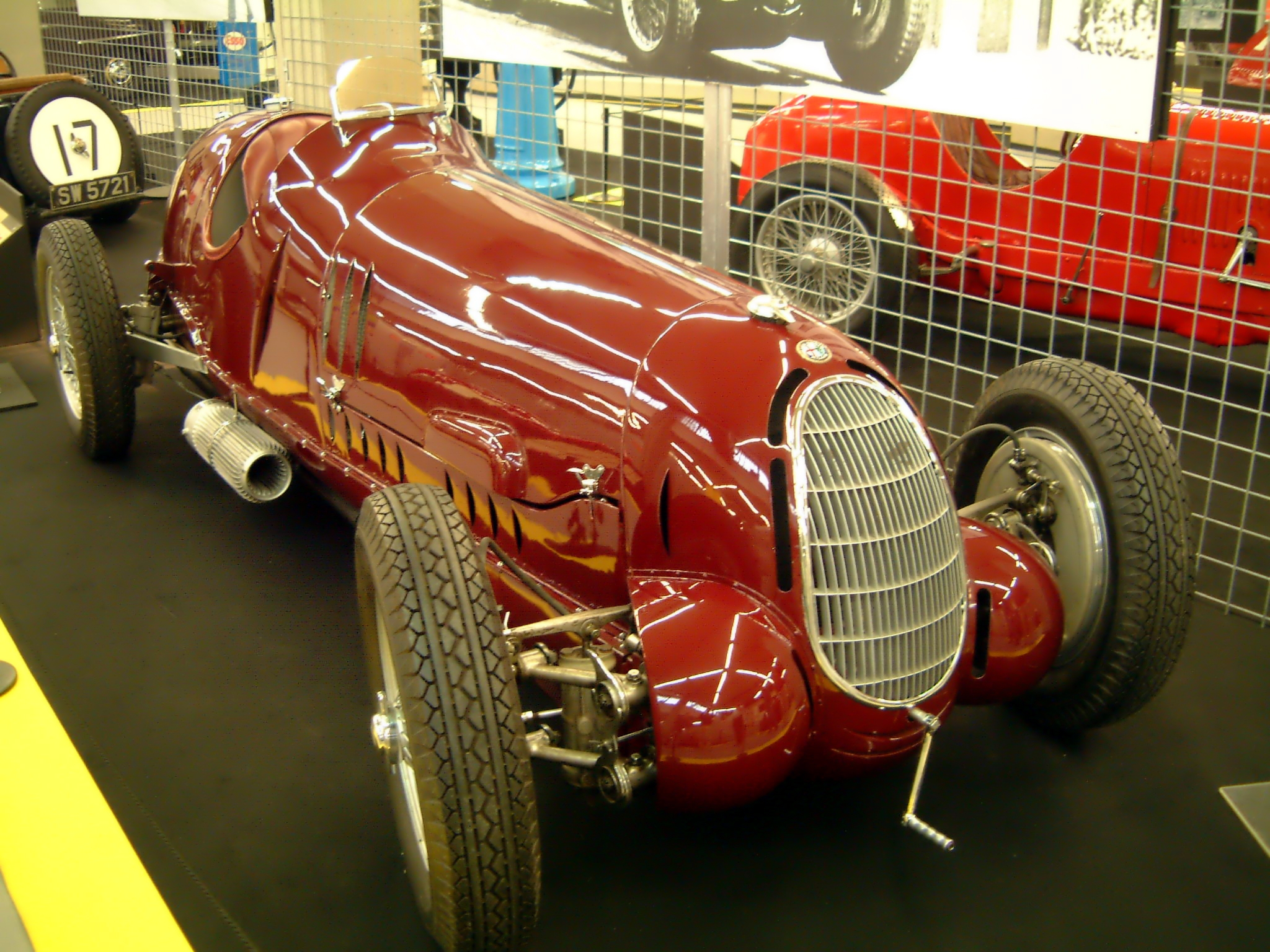
Alfa Romeo 12C-36
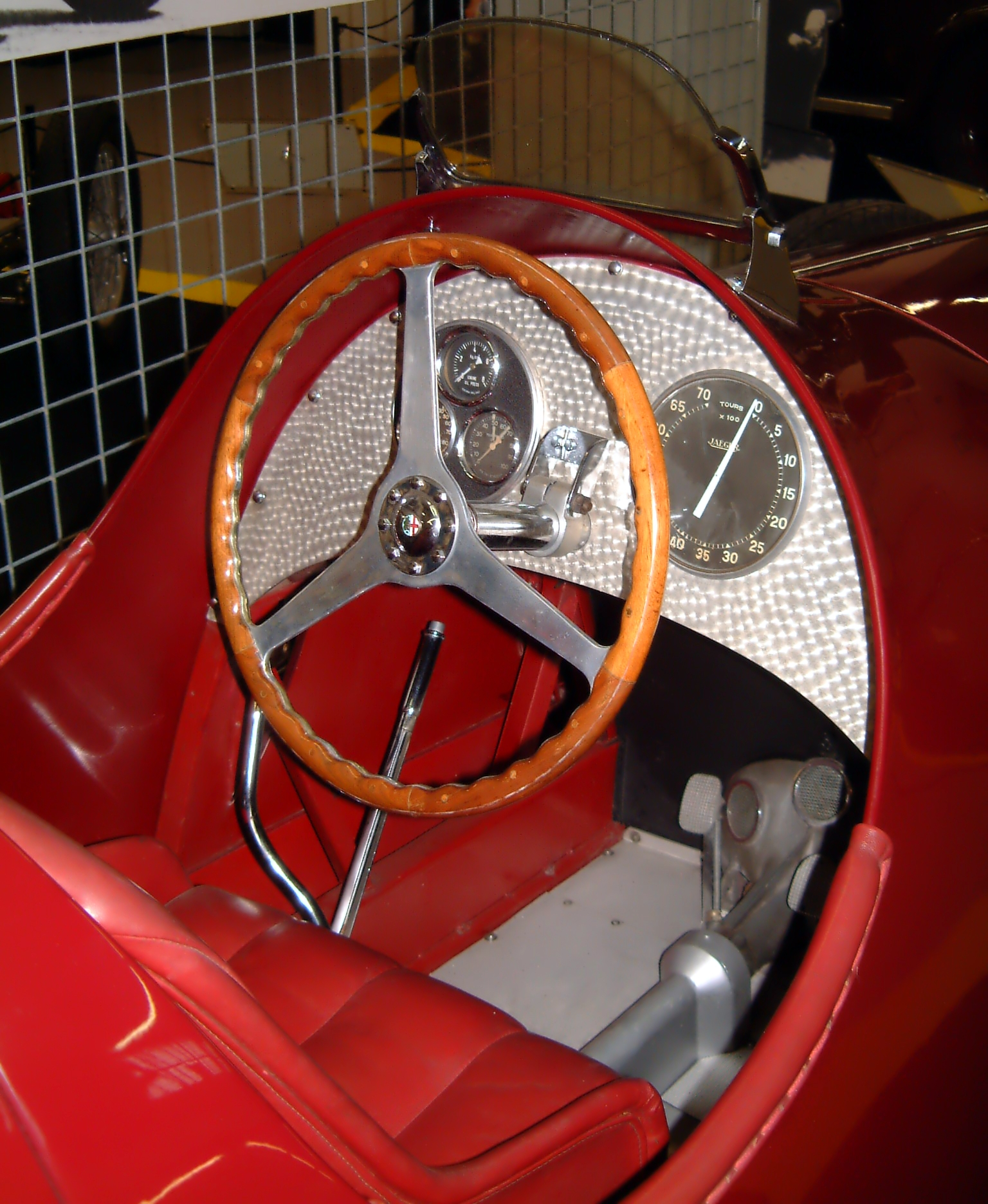
Кабина Alfa Romeo 12C-36